# Mitch Nichols
Mitch Nichols (n. 1 mai 1989, Southport⁠(d), Queensland, Australia) este un fotbalist australian.
Între 2009 și 2014, Nichols a jucat 5 de meciuri pentru echipa națională a Australiei.

## Statistici
| Australia | Australia | Australia |
| An        | Meciuri   | Goluri    |
| --------- | --------- | --------- |
| 2009      | 1         | 0         |
| 2010      | 0         | 0         |
| 2011      | 0         | 0         |
| 2012      | 0         | 0         |
| 2013      | 3         | 0         |
| 2014      | 1         | 0         |
| Total     | 5         | 0         |